# 22706 Ґанґулі
22706 Ґанґулі (22706 Ganguly) — астероїд головного поясу, відкритий 14 вересня 1998 року.
Тіссеранів параметр щодо Юпітера — 3,397.